# Francesco Orsini (cestista)
Francesco Orsini (Livorno, 3 maggio 1973) è un ex cestista italiano.

## Palmarès

### CLub

#### Competizioni nazionali
- Supercoppa italiana: 1

Virtus Bologna: 1995

#### Nazionale
- Europei Under-20:

 Slovenia 1994